# Diego García de León
Diego García de León (* 2. Februar 1990 in Mexiko-Stadt) ist ein mexikanischer Taekwondoin. Er startet in der Gewichtsklasse bis 58 Kilogramm.
García, der von José Luis Onofre trainiert wird, bestritt seine ersten internationalen Wettbewerbe im Jahr 2012. Er nahm an der Studentenweltmeisterschaft in Pocheon sowie an mehreren Weltcupturnieren in Europa teil. Überraschend setzte sich García in der mannschaftsinternen Qualifikation für die Olympischen Spiele 2012 in London gegen den erfahreneren Damián Villa durch, so dass er in der Gewichtsklasse bis 58 Kilogramm für die Spiele nominiert wurde.